# Edremitski zaljev
Edremitski zaljev (tur. Edremit körfezi, grčki: Αδραμυττηνός κόλπος – "Adramyttinós kólpos") je zaljev Egejskog mora u turskoj provinciji Balıkesir. Ime je dobio po okrugu Edremitu, ilçe (okrugu) pokrajine Balıkesir koji se nalazi blizu vrha zaljeva. Poluotok Biga je na sjeveru. Južna obala pripada okrugu Ayvalık, dok je zapadni ulaz omeđen sjevernim dijelom grčkog otoka Lezbos.
Trenutno postoji niz većih gradova oko zaljeva kao što su Behramkale, Küçükkuyu, Altınoluk, Akçay, Havran, Burhaniye, Armutova, Ayvalık i otok Cunda (sa sjeverozapada). Sjeverna obala zaljeva je duga 70 km, a južna 40 km.
Zaljev je poznat po proizvodnji papalina.

## Vanjske poveznice
|  | Zajednički poslužitelj ima još gradiva o temi Edremitski zaljev |

- Vodič